# 17 век пр.н.е.

## Събития
- ок. 1700 пр.н.е. – голямо земетресение на Крит

## Изобретения, открития
- Фестоски диск (Phaestos) от Крит (1908 г. изровен)